# Mario del Drago
Mario Filippo Benedetto del Drago (Roma, 22 marzo 1899 – Roma, 20 dicembre 1981) è stato un nobile e militare italiano, ultimo comandante della Guardia nobile pontificia.

## Biografia
Nato dalla nobile famiglia dei marchesi di Riofreddo e principi di Antuni, Mario Filippo Benedetto era figlio del marchese Luigi Gonzaga del Drago e di sua moglie, la marchesa Angela Pellegrini Quarantotti. Il fratello di suo nonno paterno era il cardinale Antonio Pellegrini, mentre sua bisnonna paterna era la principessa Maria Cristina di Borbone-Due Sicilie, figlia del re Francesco I. Attraverso suo fratello maggiore Clemente, inoltre, egli aveva legami di parentela con Alessandro Ruspoli, VII principe di Cerveteri, uno degli esponenti più in vista della nobiltà pontificia a cavallo tra Ottocento e Novecento, ed era discendente diretto delle famiglie Colonna, Massimo, Mastai Ferretti oltre che del principe Francesco Saverio di Sassonia.
Avviato alla carriera militare nelle milizie pontificie, raggiunse il grado di comandante della Guardia nobile pontificia, rimanendo in tale posizione sino al 15 settembre 1970 quando il corpo venne disciolto dal pontefice Paolo VI.
Il 24 aprile 1924 sposò la principessa Giacinta Martini Marescotti di Parrano, dalla quale ebbe cinque figli.
Morì a Roma il 20 dicembre 1981.

## Ascendenza
|                                                                                 |                      |                                             | Genitori                                                       |  |  | Nonni |  |  | Bisnonni                                                         |  |  | Trisnonni                                          |  |
|                                                                                 |                      |                                             |                                                                |  |  |       |  |  | Urbano Del Drago Biscia Gentili, I principe di Mazzano ed Antuni |  |  | Giovanni Battista Del Drago, marchese di Riofreddo |  |
|                                                                                 |                      |                                             |                                                                |  |  |       |  |  | Urbano Del Drago Biscia Gentili, I principe di Mazzano ed Antuni |  |  | Giovanni Battista Del Drago, marchese di Riofreddo |  |
|                                                                                 |                      | Cecilia Negroni                             |                                                                |  |  |       |  |  | Urbano Del Drago Biscia Gentili, I principe di Mazzano ed Antuni |  |  |                                                    |  |
| Filippo Massimiliano Del Drago Biscia Gentili, II principe di Mazzano ed Antuni |                      |                                             |                                                                |  |  |       |  |  | Urbano Del Drago Biscia Gentili, I principe di Mazzano ed Antuni |  |  |                                                    |  |
|                                                                                 |                      | Teresa Massimo                              | Massimiliano Camillo VIII Massimo, I principe di Arsoli        |  |  |       |  |  |                                                                  |  |  |                                                    |  |
|                                                                                 |                      | Teresa Massimo                              | Massimiliano Camillo VIII Massimo, I principe di Arsoli        |  |  |       |  |  |                                                                  |  |  |                                                    |  |
|                                                                                 |                      | Teresa Massimo                              | Maria Cristina Sabina di Sassonia                              |  |  |       |  |  |                                                                  |  |  |                                                    |  |
| Luigi Gonzaga del Drago                                                         |                      | Teresa Massimo                              |                                                                |  |  |       |  |  |                                                                  |  |  |                                                    |  |
|                                                                                 |                      | Agustín Fernández Muñoz, duca di Riansares  | Juan António Muñoz, I conte di Retamoso, I visconte di Saviñan |  |  |       |  |  |                                                                  |  |  |                                                    |  |
|                                                                                 |                      | Agustín Fernández Muñoz, duca di Riansares  | Juan António Muñoz, I conte di Retamoso, I visconte di Saviñan |  |  |       |  |  |                                                                  |  |  |                                                    |  |
|                                                                                 |                      | Agustín Fernández Muñoz, duca di Riansares  | Eusébia Sanchez                                                |  |  |       |  |  |                                                                  |  |  |                                                    |  |
| María de los Milagros Muñoz y de Borbon, I marchesa di Castillejo               |                      | Agustín Fernández Muñoz, duca di Riansares  |                                                                |  |  |       |  |  |                                                                  |  |  |                                                    |  |
|                                                                                 |                      | Maria Cristina di Borbone-Due Sicilie       | Francesco I delle Due Sicilie                                  |  |  |       |  |  |                                                                  |  |  |                                                    |  |
|                                                                                 |                      | Maria Cristina di Borbone-Due Sicilie       | Francesco I delle Due Sicilie                                  |  |  |       |  |  |                                                                  |  |  |                                                    |  |
|                                                                                 |                      | Maria Cristina di Borbone-Due Sicilie       | Maria Isabella di Borbone-Spagna                               |  |  |       |  |  |                                                                  |  |  |                                                    |  |
| Mario del Drago                                                                 |                      | Maria Cristina di Borbone-Due Sicilie       |                                                                |  |  |       |  |  |                                                                  |  |  |                                                    |  |
|                                                                                 | Benedetto Pellegrini | …                                           |                                                                |  |  |       |  |  |                                                                  |  |  |                                                    |  |
|                                                                                 | Benedetto Pellegrini | …                                           |                                                                |  |  |       |  |  |                                                                  |  |  |                                                    |  |
|                                                                                 | Benedetto Pellegrini | …                                           |                                                                |  |  |       |  |  |                                                                  |  |  |                                                    |  |
| Benedetto Pellegrini, marchese Pellegrini                                       | Benedetto Pellegrini |                                             |                                                                |  |  |       |  |  |                                                                  |  |  |                                                    |  |
|                                                                                 |                      | Maria Maddalena Storani                     | …                                                              |  |  |       |  |  |                                                                  |  |  |                                                    |  |
|                                                                                 |                      | Maria Maddalena Storani                     | …                                                              |  |  |       |  |  |                                                                  |  |  |                                                    |  |
|                                                                                 |                      | Maria Maddalena Storani                     | …                                                              |  |  |       |  |  |                                                                  |  |  |                                                    |  |
| Angela Pellegrini Quarantotti                                                   |                      | Maria Maddalena Storani                     |                                                                |  |  |       |  |  |                                                                  |  |  |                                                    |  |
|                                                                                 |                      | Antonio Quarantotti, marchese di Casciolino | …                                                              |  |  |       |  |  |                                                                  |  |  |                                                    |  |
|                                                                                 |                      | Antonio Quarantotti, marchese di Casciolino | …                                                              |  |  |       |  |  |                                                                  |  |  |                                                    |  |
|                                                                                 |                      | Antonio Quarantotti, marchese di Casciolino | …                                                              |  |  |       |  |  |                                                                  |  |  |                                                    |  |
| Elisabetta Quarantotti, marchesa di Casciolino                                  |                      | Antonio Quarantotti, marchese di Casciolino |                                                                |  |  |       |  |  |                                                                  |  |  |                                                    |  |
|                                                                                 |                      | …                                           | …                                                              |  |  |       |  |  |                                                                  |  |  |                                                    |  |
|                                                                                 |                      | …                                           | …                                                              |  |  |       |  |  |                                                                  |  |  |                                                    |  |
|                                                                                 |                      | …                                           | …                                                              |  |  |       |  |  |                                                                  |  |  |                                                    |  |
|                                                                                 |                      | …                                           |                                                                |  |  |       |  |  |                                                                  |  |  |                                                    |  |